# 英国人名事典
『英国人名事典』（英: Dictionary of National Biography; DNB）は、1885年に発行された、イギリスの歴史上著名な人物の人物録である。更新版の『オックスフォード英国人名事典』（英: Oxford Dictionary of National Biography; ODNB）が2004年9月23日に60巻で刊行され、現在ではオンラインで閲覧できる。

## 最初のシリーズ
1882年、スミス・エルダー&カンパニーの出版業者、ジョージ・スミスは、世界史上の有名人に関する伝記的記事を含めた百科事典の制作を企画した。これは、『アルゲマイネ・ドイチェ・ビオグラフィー』（1875年）など、ヨーロッパ諸国で発行された、自国の人物を扱う伝記集に触発されたものである。スミスは、当時自社で発行していた雑誌『コーンヒル・マガジン』の編集者、レズリー・スティーヴンに企画を持ちかけ、編纂に携わってほしいと依頼した。スティーヴンは事典の内容について、英国とその植民地・元植民地のみに焦点を当てた物にすべきだとスミスを説得した。当初の書題は『バイオグラフィア・ブリタニカ』（英: Biographia Britannica）で、これは18世紀初頭に書かれた別の辞典のタイトルを引用したものである。『英国人名事典』（英: Dictionary of National Biography）の第1巻は、1885年1月1日に発行された。1891年5月、スティーヴンは編集者を辞任し、代わりに、計画当初からスティーヴンの元で副編集者として働いていた、シドニー・リーが編集者の役を引き継いだ。スティーヴンやリーの元では、編集助手や調査人たちのチームが尽力したが、このチームはベテランジャーナリストから、英国大学院での歴史研究が始まったばかりだった当時において、辞書編纂で学術研究の一歩を踏み出した若い学者まで、様々な才能の粋が集められた集団だった。この時代、事典のほとんどは内々に書かれていたが、『英国人名事典』は外部の編集者を活用し、その中には評判の高い作家や学者も含まれていた。1900年までには、700人以上の編集者がこの事典の編纂に携わった。続刊は1900年の真夏まで、几帳面に年4回季刊で発行され、最終的には63巻、収録人数29,120人あまりを数えるに至った。なお発行年や編集責任者、各巻に収録された人名については後述する。

## 増補と改訂

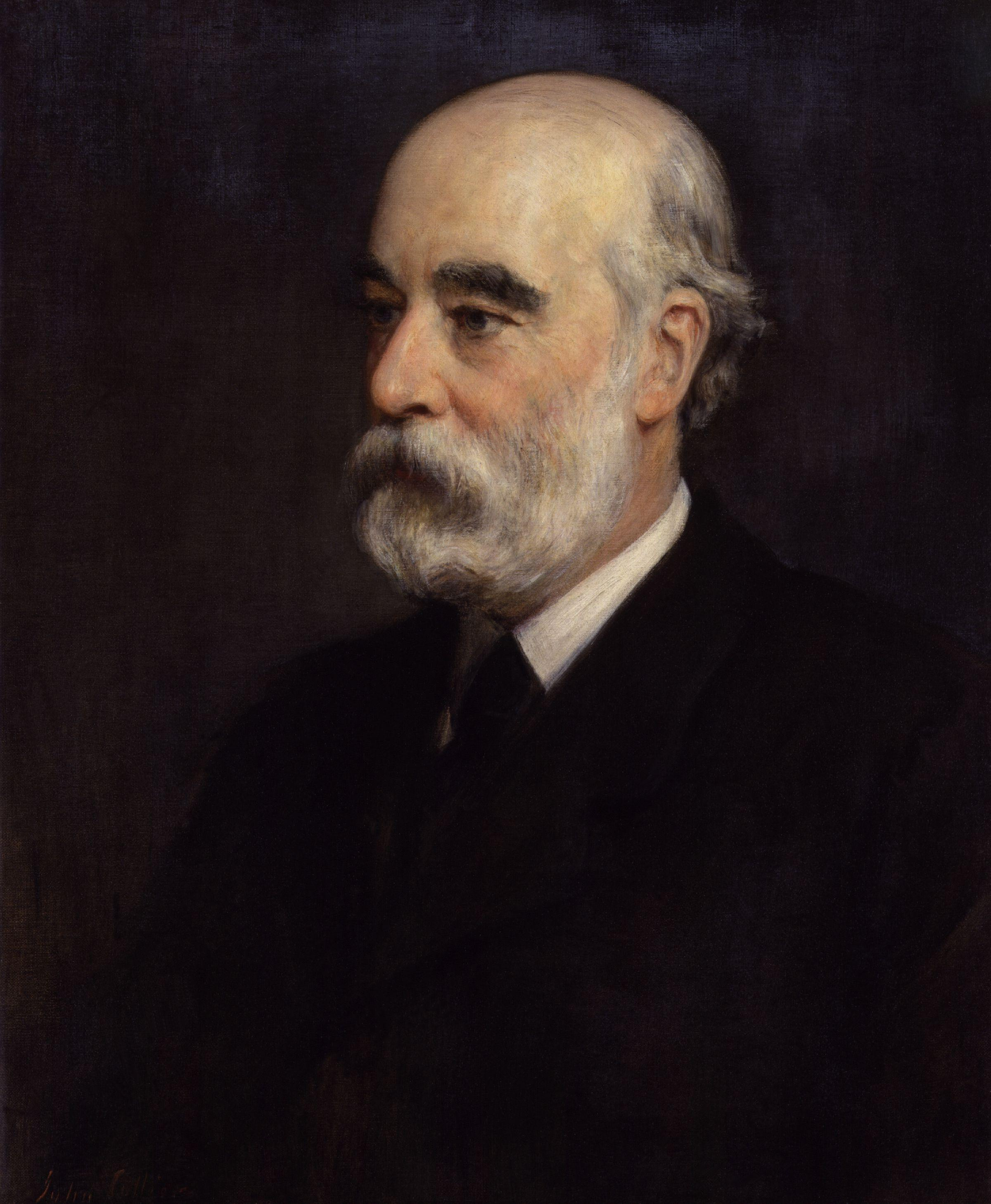
ジョージ・マリー・スミス（1824年–1901年）がこの人名録を計画して資金援助した。事典の初版は、スミスが1901年に亡くなる前に全巻が出版された

取り上げられる人物が故人に限られていたため、発行後すぐに3冊の増補編が出され、1885年から1900年までに亡くなった人物と、初版のABC順配列からは見落とされていた人物が追加収録された。増補編では1901年1月22日に亡くなったヴィクトリア女王まで網羅するようになった。また同時に文章の訂正も行われた。
1904年に正誤表の巻が発行された後、事典は細部の修正を加えて、1908年・1909年に22巻もので再発行された。副題には、この事典が英国史の「最初期から1900年まで」カバーしていると謳われている。ブリタニカ百科事典第11版には、この辞書が「英国人の年代記を紐解くきわめて貴重な作品である」と記載されている。これは、事典が既に亡くなった著名人の略歴を載せるだけでなく、追加の出典文献リストを含んでいたためである。当時は定期刊行物の索引制作作業が始まったばかりで、カタログや索引を揃えている図書館や書籍コレクションが少なかったため、リストは学者たちにとって大変貴重なものだった。20世紀を通じて、概して10年ごとに、その間に亡くなった人々を加えた増補巻が発行された。1912年には、リーの編集の元、1901年から1911年に亡くなった人を収録し、最初の増補版が出版されている。1917年には、出版元が当初のスミス・エルダー&カンパニーから引き上げられ、オックスフォード大学出版局へ移された。1996年まで、オックスフォード大学出版局は20世紀中に亡くなった人物の記事を加え、増補版を発行し続けていた。
増補編は1912年から1996年まで合計で10巻が発行され、1993年にはこれまで収録されなかった人々の伝記を加えた巻が発行された。これにより、事典に収録された人数はオリジナルの63巻・29,333人から、38,607人に増えた。これらの増補編はいずれも未収録の人物の伝記を加えたものであり、事典原本の記述を置換するものではなかった。
1966年、ロンドン大学は歴史研究所公報の調査結果をまとめ、訂正版を発行した。

## 縮約版事典
事典の発行後、『縮約版英国人名事典』 (The Concise Dictionary of National Biography) として数版が発行された。縮約版では、個々人の主な業績は全て網羅されているものの、記事は短く改訂され、中にはわずか2行の記載しか無い人物もいる。最後の縮約版は、1986年までに亡くなった人物を網羅し、3巻もので発行された。

## 『オックスフォード英国人名事典』
1990年代初頭、オックスフォード大学出版局は、『英国人名事典』を精査することを決定した。1992年には、オックスフォード大学の近代史教授・コリン・マシューが舵取りを行い、『新英国人名事典』（英: New Dictionary of National Biography; New DNB）の編纂が開始された（書名には2001年までこの名称が用いられた）。マシューは20世紀後半では取るに足らないと思えるような記事でも、原本にあるものは漏らさず収録することを決めた。原本に存在した一部の短い記事は改訂新版でもそのまま残されたが、大部分は新しく書き直された上、14,000件ほどの新しい記事が追加された。新しく収録する記事の提案は、図書館や大学、更に1990年代の発明であるオンラインなどでアンケート調査された。これらの提案は編集者や12人の外部コンサルタント編集者、数百人の副編集者、編集部スタッフによって精査された。
新しい辞書では、2000年12月31日までの「広義の」英国史がカバーされた。例えば、ブリタンニア時代や13植民地、イギリス帝国時代の植民地などの内容が含まれている。この研究プロジェクトは、協同研究として企画され、大学の編集部スタッフだけでなく、世界中から1万人以上が協力した。内容自体は相変わらず選り好みされたものだったが（例えば国会議員を網羅しようとしなかった）、改訂新版では、英国や以前の植民地の歴史背景を網羅し、そこから、重要で影響力が大きく著名な人物を選んで収録するよう試みられた。19世紀後半の編集者による選出を上書きし、20世紀後期の学識を用いて、「2つの時代に渡る協働作業が、それぞれの時代だけでなく、次の時代にも有益なものを産み出す」ことを願って制作されたが、最終的な記事選択を見ると、理念の実行とはほど遠いものであった。
1999年10月にマシューが亡くなったことを受けて、2000年1月には、オックスフォード大学の歴史学者ブライアン・ハリソンが編集者に就任した。新しい辞書は、『オックスフォード英国人名事典』（英: The Oxford Dictionary of National Biography; ODNB）として、2004年9月23日に全60巻・7500ポンドで発行され、会員制のオンライン版も公開された。有効な英国の図書館利用者カードを持っている場合は、オンライン版に無料でアクセスできることが多い。2004年版には、54,922人を収録した、50,113の伝記記事が収録され、旧版の『英国人名事典』に収録された記事は全て網羅されていることが発表されている。旧『英国人名事典』の記事に付けられた見出しも尊重され、別に分けられた「DNBアーカイブ」（英: "DNB Archive"）を辿って読むことができる。オンライン版の更新や加筆のため、オックスフォード大学には数人の常置スタッフが残された。ハリソンの次の編集者には、同じくオックスフォード大学の歴史学者、ローレンス・ゴールドマンが2004年10月に就任した。最初のオンライン版更新は2005年1月4日に行われ、2001年までに亡くなった人物の記事が収録された。全ての時代から人物をピックアップし、2005年5月23日・10月6日にも2回の更新が行われた。2006年1月5日には2002年に亡くなった人物の記事が収められ、その後も2005年の更新に倣って、5月と10月に更新が行われている。『オックスフォード英国人名事典』には、原本の『英国人名事典』発行前に亡くなったが、収録されなかった人々の記事も含まれている。これらの人物は、『英国人名事典』発行後に、歴史学者の研究で高名になった人々で、ウィリアム・エア（1634年〜1675年に活躍）などが含まれる。
オンライン版には検索機能が付けられ、興味分野や宗教、場所、日付、ライフ・イベントなどで人物を検索することができる。この場合は、直接見ることはできない電子索引にアクセスしている。
新しい辞書に対する反応はほとんどが好意的なものだったが、発行から数ヶ月後には、内容の非正確性について、イギリスの新聞や雑誌に批判されるようになった。一方で、このように公然と疑義を指摘された記事はほんのわずかで、2004年9月に発行された50,113もの記事の内わずかに23記事で、結果として修正箇所は100箇所に達しなかった。この修正を含めた記事の訂正案・追加記述案については、出版が検討されている段階から校正作業が進められており、これらの修正は確認が済み次第、オンライン版の事典に追加される。2005年には『オックスフォード英国人名事典』は、アメリカ図書館協会のダートマス・メダルを受賞した。2007年には、事典の概評が発表された。
2014年10月からは、デイヴィッド・キャナダインが編集者を引き継いでいる。

## 収録内容
ここでは合わせて、インターネットアーカイブに掲載された各巻へのリンクも掲載する。なおウィキソースでは全文を閲覧できる。
 英語版ウィキソースに本記事に関連した原文があります：Dictionary of National Biography, 1885-1900

### 最初のシリーズ
| 巻数                           | 発行年 | から       | まで        | 編集者                 | リンク | 備考 |
| ------------------------------ | ------ | ---------- | ----------- | ---------------------- | ------ | --- |
| 第1巻 / Volume 1               | 1885   | Abbadie    | Anne        | レズリー・スティーヴン |        | |
| 第2巻 / Volume 2               | 1885   | Annesley   | Baird       | レズリー・スティーヴン |        | |
| 第3巻 / Volume 3               | 1885   | Baker      | Beadon      | レズリー・スティーヴン |        | |
| 第4巻 / Volume 4               | 1885   | Beal       | Biber       | レズリー・スティーヴン |        | |
| 第5巻 / Volume 5               | 1886   | Bicheno    | Bottisham   | レズリー・スティーヴン |        | |
| 第6巻 / Volume 6               | 1886   | Bottomley  | Browell     | レズリー・スティーヴン |        | |
| 第7巻 / Volume 7               | 1886   | Brown      | Burthogge   | レズリー・スティーヴン |        | |
| 第8巻 / Volume 8               | 1886   | Burton     | Cantwell    | レズリー・スティーヴン |        | |
| 第9巻 / Volume 9               | 1887   | Canute     | Chaloner    | レズリー・スティーヴン |        | |
| 第10巻 / Volume 10             | 1887   | Chamber    | Clarkson    | レズリー・スティーヴン |        | |
| 第11巻 / Volume 11             | 1887   | Clater     | Condell     | レズリー・スティーヴン |        | |
| 第12巻 / Volume 12             | 1887   | Conder     | Craigie     | レズリー・スティーヴン |        | |
| 第13巻 / Volume 13             | 1888   | Craik      | Damer       | レズリー・スティーヴン |        | |
| 第14巻 / Volume 14             | 1888   | Damon      | D'Eyncourt  | レズリー・スティーヴン |        | |
| 第15巻 / Volume 15             | 1888   | Diamond    | Drake       | レズリー・スティーヴン |        | |
| 第16巻 / Volume 16             | 1888   | Drant      | Edridge     | レズリー・スティーヴン |        | |
| 第17巻 / Volume 17             | 1889   | Edward     | Erskine     | レズリー・スティーヴン |        | |
| 第18巻 / Volume 18             | 1889   | Esdale     | Finan       | レズリー・スティーヴン |        | |
| 第19巻 / Volume 19             | 1889   | Finch      | Forman      | レズリー・スティーヴン |        | |
| 第20巻 / Volume 20             | 1889   | Forrest    | Garner      | レズリー・スティーヴン |        | |
| 第21巻 / Volume 21             | 1890   | Garnett    | Gloucester  | レズリー・スティーヴン |        | |
| 第22巻 / Volume 22             | 1890   | Glover     | Gravet      | スティーヴン & リー    |        | |
| 第23巻 / Volume 23             | 1890   | Gray       | Haighton    | スティーヴン & リー    |        | |
| 第24巻 / Volume 24             | 1890   | Hailes     | Harriott    | スティーヴン & リー    |        | アーカイブでは、「第25巻」と誤った巻数が付されている                                                       |
| 第25巻 / Volume 25             | 1891   | Harris     | Henry I     | スティーヴン & リー    |        | |
| 第26巻 / Volume 26             | 1891   | Henry II   | Hindley     | スティーヴン & リー    |        | |
| 第27巻 / Volume 27             | 1891   | Hindmarsh  | Hovenden    | シドニー・リー         |        | |
| 第28巻 / Volume 28             | 1891   | Howard     | Inglethorpe | シドニー・リー         |        | |
| 第29巻 / Volume 29             | 1892   | Inglish    | John        | シドニー・リー         |        | アーカイブでは、279ページ、G・ジェフリーズ（英: Jeffreys G.）の部分で欠頁 ウィキソースでは全文の閲覧が可能 |
| 第30巻 / Volume 30             | 1892   | Johnes     | Kenneth     | シドニー・リー         |        | |
| 第31巻 / Volume 31             | 1892   | Kennett    | Lambart     | シドニー・リー         |        | |
| 第32巻 / Volume 32             | 1892   | Lambe      | Leigh       | シドニー・リー         |        | |
| 第33巻 / Volume 33             | 1893   | Leighton   | Lluelyn     | シドニー・リー         |        | |
| 第34巻 / Volume 34             | 1893   | Llywd      | MacCartney  | シドニー・リー         |        | |
| 第35巻 / Volume 35             | 1893   | MacCarwell | Maltby      | シドニー・リー         |        | |
| 第36巻 / Volume 36             | 1893   | Malthus    | Mason       | シドニー・リー         |        | |
| 第37巻 / Volume 37             | 1894   | Masquerier | Millyng     | シドニー・リー         |        | |
| 第38巻 / Volume 38             | 1894   | Milman     | More        | シドニー・リー         |        | |
| 第39巻 / Volume 39             | 1894   | Morehead   | Myles       | シドニー・リー         |        | |
| 第40巻 / Volume 40             | 1894   | Myllar     | Nicholls    | シドニー・リー         |        | |
| 第41巻 / Volume 41             | 1895   | Nichols    | O'Dugan     | シドニー・リー         |        | |
| 第42巻 / Volume 42             | 1895   | O'Duinn    | Owen        | シドニー・リー         |        | |
| 第43巻 / Volume 43             | 1895   | Owens      | Passelewe   | シドニー・リー         |        | |
| 第44巻 / Volume 44             | 1895   | Paston     | Percy       | シドニー・リー         |        | |
| 第45巻 / Volume 45             | 1896   | Pereira    | Pockrich    | シドニー・リー         |        | |
| 第46巻 / Volume 46             | 1896   | Pocock     | Puckering   | シドニー・リー         |        | |
| 第47巻 / Volume 47             | 1896   | Puckle     | Reidfurd    | シドニー・リー         |        | |
| 第48巻 / Volume 48             | 1896   | Reilly     | Robins      | シドニー・リー         |        | |
| 第49巻 / Volume 49             | 1897   | Robinson   | Russell     | シドニー・リー         |        | |
| 第50巻 / Volume 50             | 1897   | Russen     | Scobell     | シドニー・リー         |        | |
| 第51巻 / Volume 51             | 1897   | Scoffin    | Sheares     | シドニー・リー         |        | |
| 第52巻 / Volume 52             | 1897   | Shearman   | Smirke      | シドニー・リー         |        | |
| 第53巻 / Volume 53             | 1898   | Smith      | Stanger     | シドニー・リー         |        | |
| 第54巻 / Volume 54             | 1898   | Stanhope   | Stovin      | シドニー・リー         |        | |
| 第55巻 / Volume 55             | 1898   | Stow       | Taylor      | シドニー・リー         |        | |
| 第56巻 / Volume 56             | 1898   | Teach      | Tollet      | シドニー・リー         |        | |
| 第57巻 / Volume 57             | 1899   | Tom        | Tytler      | シドニー・リー         |        | |
| 第58巻 / Volume 58             | 1899   | Ubaldini   | Wakefield   | シドニー・リー         |        | |
| 第59巻 / Volume 59             | 1899   | Wakeman    | Watkins     | シドニー・リー         |        | |
| 第60巻 / Volume 60             | 1899   | Watson     | Whewell     | シドニー・リー         |        | |
| 第61巻 / Volume 61             | 1900   | Whichcord  | Williams    | シドニー・リー         |        | |
| 第62巻 / Volume 62             | 1900   | Williamson | Worden      | シドニー・リー         |        | |
| 第63巻 / Volume 63             | 1900   | Wordsworth | Zuylestein  | シドニー・リー         |        | |
| 目次と要約 / Index and Epitome | 1903   | –          | –           | –                      | Index  | 目次と各記事の要約                                                                                         |

### 増補巻
| 巻数                                        | 発行年 | から        | まで      | 編集者            | リンク |
| ------------------------------------------- | ------ | ----------- | --------- | ----------------- | ------ |
| 増補第1巻 / Supplement Volume 1             | 1901   | Abbott      | Childers  | シドニー・リー    |        |
| 増補第2巻 / Supplement Volume 2             | 1901   | Chippendale | Hoste     | シドニー・リー    |        |
| 増補第3巻 / Supplement Volume 3             | 1901   | How         | Woodward  | シドニー・リー    |        |
| 正誤表 / Errata                             | 1904   | –           | –         | –                 |        |
| 増補第2集第1巻 / Second Supplement Volume 1 | 1912   | Abbey       | Eyre      | シドニー・リー    |        |
| 増補第2集第2巻 / Second Supplement Volume 2 | 1912   | Faed        | Muybridge | シドニー・リー    |        |
| 増補第2集第3巻 / Second Supplement Volume 3 | 1912   | Neil        | Young     | シドニー・リー    |        |
| 増補第3集 / Third Supplement                | 1927   | Abercorn    | Young     | H・W・C・デイビス |        |